# 전설 비원순 중고모음
전설 비원순 중고모음(前舌 非圓脣 中高母音) 또는 전설 평순 중폐모음(前舌 平脣 中閉母音) 은 홀소리의 하나이다.
- 이 홀소리는 닿소리가 되지 않을만큼 혀의 위치를 앞으로 해서 발음하는 전설모음이다.
- 이 홀소리는 입술을 둥글게 하지 않고 발음하는 비원순모음이다.
- 이 홀소리는 혀의 위치를 고모음과 중모음의 중간 위치로 해서 발음하는 중고모음이다.

### 예
| 언어     | 철자   | 발음     | 뜻       |
| 독일어   | Seele  | [ˈzeːlə] | 영혼     |
| 스페인어 | bebé   | [beˈβe]  | 아기     |
| 프랑스어 | beauté | [boˈte]  | 아름다움 |
| 한국어   | 게     | [keː]    | 게       |